# لانزدیل (مینه‌سوتا)
لانزدیل، مینه‌سوتا (به انگلیسی: Lonsdale, Minnesota) یک شهر در ایالات متحده آمریکا است که در شهرستان رایس واقع شده‌است.

## خصوصیات
لانزدیل ۷٫۱۷ کیلومترمربع مساحت و ۳٬۶۷۴ نفر جمعیت دارد و ۳۳۳ متر بالاتر از سطح دریا واقع شده‌است.